# John Lithgow
John Arthur Lithgow (ur. 19 października 1945 w Rochester w stanie Nowy Jork) – amerykański aktor filmowy, teatralny i telewizyjny.
Wystąpił jako Dick Solomon w serialu NBC Trzecia planeta od Słońca (1996–2001) oraz jako premier Wielkiej Brytanii Winston Churchill w serialu The Crown.

## Życiorys
Urodził się w Rochester w stanie Nowy Jork jako syn nauczycielki Sarah Jane (z domu Price) i producenta teatralnego Arthura Washingtona Lithgow III (1915–2004). Uczęszczał do Princeton High School w Princeton w New Jersey. W 1967 ukończył studia na Uniwersytecie Harvarda na wydziale historii i literatury. Otrzymał stypendium Fulbrighta. Uczył się aktorstwa w London Academy Of Music And Dramatic Art.
Pierwszym filmem, który przyniósł mu uznanie był Świat według Garpa. Podczas pobytu w Wielkiej Brytanii współpracował z zespołami teatralnymi: The Royal Shakespeare Company i The Royal Court Theatre. Po przeprowadzce do Nowego Jorku zajął się karierą teatralną. Od tamtego momentu występował na Broadwayu w latach 1973–1982 w przedstawieniach m.in.: My Fat Friend, Comedians, Secret Service, Anna Christie z Liv Ullmann, Once in a Lifetime, Spokesong, Division Street, Kaufman at Large. Miał początkowo zagrać postać doktora Emmetta Browna w filmie Powrót do przyszłości, lecz rolę ostatecznie dostał Christopher Lloyd. Aktor został wyróżniony licznymi nagrodami.

## Życie prywatne
W latach 1966–1980 był żonaty z Jean Taynton, z którą ma syna Iana (ur. 1972). W 1981 ożenił się z Marry Yeager, mają dwoje dzieci: córkę Phoebe (ur. 1982) i syna Nathana (ur. 1983).

## Nagrody i nominacje
- za rolę w sztuce The Changing Room wyróżniony nagrodami Tony i Drama Desk
- wyróżnienie American Comedy Award za serial Trzecia planeta od Słońca
- dwie nagrody Screen Actors Guild za serial Trzecia planeta od Słońca
- 1983 – nominacja do Oscara – najlepszy aktor drugoplanowy za film Świat według Garpa
- 1984 – nagroda Saturn – najlepszy aktor drugoplanowy za film Strefa mroku
- 1984 – nominacja do Oscara – najlepszy aktor drugoplanowy za film Czułe słówka
- 1985 – nominacja Saturn – najlepszy aktor drugoplanowy Przygody Buckaroo Banzai. Przez ósmy wymiar
- 1993 – nominacja Saturn – najlepszy aktor za film Mój brat Kain
- 1996, 1997, 1999 – nagroda Emmy – najlepszy aktor w serialu komediowym za serial Trzecia planeta od Słońca
- 1997 – nagroda Złoty Glob najlepszy aktor w komedii lub musicalu za serial Trzecia planeta od Słońca
- 1998, 1999 – nominacja Złoty Glob – najlepszy aktor w komedii lub musicalu za serial Trzecia planeta od Słońca
- 1998, 2000, 2001 – nominacja Emmy – najlepszy aktor w serialu komediowym za serial Trzecia planeta od Słońca
- 2016 – Nagroda Emmy w kategorii najlepszy aktor drugoplanowy w serialu dramatycznym za serial The Crown

## Filmografia
- 1973: The Country Girl jako Paul Ugner
- 1976: Obsesja jako Robert LaSalle
- 1977: Secret Service jako Kapitan Thorne
- 1978: Niezły pasztet jako Sam Sebastian
- 1979: Rich Kids jako Paul Philips
- 1979: Cały ten zgiełk jako Lucas Sergeant
- 1980: The Oldest Living Graduate jako Clarence
- 1980: Mom, the Wolfman and Me jako Wally
- 1980: Big Blonde
- 1981: Wybuch jako Burke
- 1982: Szybciej tańczyć nie umiem jako pan Brunner
- 1982: Świat według Garpa jako Roberta Muldoon
- 1982: Nie przy dzieciach jako Richard Carruthers
- 1983: Nazajutrz jako Joe Huxley
- 1983: Czułe słówka jako Sam Burns
- 1983: Strefa mroku jako Valentine
- 1984: The Glitter dome jako Srż. Marty Wellborn
- 1984: 2010: Odyseja kosmiczna jako Walter Curnow
- 1984: Footloose jako Shaw Moore
- 1984: Przygody Buckaroo Banzai. Przez ósmy wymiar jako doktor Emilio Lizardo[6]
- 1985–1987: Niesamowite historie jako John Walters
- 1985: Święty Mikołaj jako B.Z.
- 1986: Miejsce spoczynku jako major Kendall Laird
- 1986: Projekt Manhattan jako dr John Mathewson
- 1986: Szok jako Oliver Thompson
- 1987: Baby Girl Scott jako Neil Scott
- 1987: Harry i Hendersonowie jako George Henderson
- 1988: Distant thunder jako Mark Lambert
- 1989: Traveling Man jako Ben Cluett
- 1989: Mrożony mąż jako Dave Geary
- 1989–1996: Opowieści z krypty jako dr Oscar Charles
- 1990: Ivory Hunters jako Robert Carter
- 1990: Ślicznotka z Memphis jako Ppłk. Bruce Derringer
- 1991: Chłopcy jako Artie Margulies
- 1991: Rykoszet jako Earl Talbott Blake
- 1991: Zabawa w Boga jako Leslie Huben
- 1992: Mój brat Kain
- 1993–2004: Frasier jako Madman Martinez (głos)
- 1993: Niewłaściwy facet jako Philip Mills
- 1993: Na krawędzi jako Eric Qualen
- 1993: Raport Pelikana jako Smith Keen
- 1993: Napad jako Paul Harrington
- 1994: Zrozumieć ciszę jako dr Harlinger
- 1994: Księżniczka Caraboo jako profesor Wilkinson
- 1994: Dobry człowiek w Afryce jako Arthur Fanshawe
- 1995: Redwood Curtain jako Laird Riordan
- 1995: Czarna eskadra jako senator Conyers
- 1995: Chybiony cel jako Thomas Livingston
- 1995: Mój brat jako Tom i Bob Bradley
- 1996–2001: Trzecia planeta od Słońca jako Dick Solomon
- 1998 Amatorzy w konopiach jako Malcolm i Robert Stockman
- 1998: Śmierć w obiektywie jako Larry Skovik
- 1998: Adwokat jako Judge Walter
- 2000: Pełzaki w Paryżu jako Jean-Claude (głos)
- 2000: C-Scam
- 2000: Don Kichot jako Don Kichot
- 2001: Shrek jako lord Farquaad (głos)
- 2002: Kwaśne pomarańcze jako Bud Brumder
- 2004: Kinsey jako Alfred Seguine Kinsey
- 2004: Peter Sellers – życie i śmierć jako Blake Edwards
- 2006: Dreamgirls jako Jerry Harris
- 2009: Dexter (Sezon 4) jako Arthur Mitchell
- 2009: Wyznania zakupoholiczki (Confessions of a Shopaholic) jako Edgar West
- 2011–2014: w serialu How I met your mother jako ojciec Barneya
- 2011: Geneza planety małp (Rise of the Planet of the Apes) jako Charles Rodman
- 2013: Once Upon a Time in Wonderland jako głos Białego Królika
- 2014: Interstellar jako Donald
- 2014: 40 lat minęło jako Oliver
- 2016: The Accountant (Księgowy) jako Lamar Black
- 2016–2019: The Crown jako premier Wielkiej Brytanii Winston Churchill
- 2024: Konklawe jako kardynał Tremblay